# 马克思主义考古学
马克思主义考古学是用马克思主义解释的考古學理論。尽管卡尔·马克思和弗里德里希·恩格斯都没有在其理论中涉足考古学，但随着苏联考古学家的大批出现，马克思主义考古学迅速成为苏联考古学的主导理论，随后传播到其他国家。特别是英国，该理论由考古学家戈登·柴尔德推广。

## 历史
虽然没怎么涉及考古学，卡尔·马克思和弗里德里希·恩格斯写过很多关于历史主题的书。1920年代，马克思主义考古学在苏联出现。苏联共产党鼓励考古研究，并于1919年在列宁格勒成立了俄罗斯物质文化史学院，即后来的国家物质文化史学院（GAIMK）。它最初遵循已有的文化历史考古学。 
1924年约瑟夫·斯大林掌权，学术界越来越关注如何使研究贴近马克思主义理论。1929年，考古学家弗拉季斯拉夫·拉夫多尼卡斯（Vladislav I. Ravdonikas，1894-1976年）的发表《苏联物质文化史》（For a Soviet History of Material Culture）报告，提出马克思主义考古学的框架。在这部作品中，考古学被批评为本质上是资产阶级的，因此是反马克思主义的。它出版后，出现了一种谴责以前的考古学思想和工作的思潮。 
很快，拉夫多尼卡斯和其他年轻的马克思主义考古学家成为苏联考古界领袖。据布鲁斯·特里格说，这些年轻的考古学家“热情高涨，但在马克思主义和考古学方面经验不足”。
1935年，颇具影响力的澳大利亚考古学家戈登·柴尔德访问苏联，随后将马克思主义考古学带入西方。